# Lista de vitórias da Venezuela na Fórmula 1
Relacionamos a seguir as vitórias obtidas pela Venezuela no mundial de Fórmula 1, num total de uma até o campeonato de 2025.

## Resumo

### Antecedentes históricos
Foi no Grande Prêmio da Argentina de 1960 que Ettore Chimeri se tornou o primeiro venezuelano a participar de uma prova de Fórmula 1 vinte dias antes de morrer em Cuba em decorrência de um acidente durante uma prova nas imediações de Havana e em razão deste fato somente no Grande Prêmio do Brasil de 1983 a Venezuela enviou outro representante na categoria máxima da velocidade: o ex-piloto de motociclismo Johnny Cecotto que marcaria o único ponto de sua carreira no Grande Prêmio dos EUA (Oeste) em Long Beach. No mundo da velocidade o piloto andino ficou conhecido por ter sido o primeiro companheiro de equipe de Ayrton Senna na Toleman durante o ano de 1984 até que um acidente a 240 km/h na Westfield Corner em Silverstone durante os treinos para o Grande Prêmio da Grã-Bretanha de 1984 o levou a encerrar a carreira.
Campeão da Fórmula Renault Italiana em 2004 e da GP2 em 2010, Pastor Maldonado recebeu o apoio do presidente Hugo Chávez e chegou à Fórmula 1 como piloto da Williams graças ao patrocínio da Petróleos de Venezuela. Sua estreia ocorreu no Grande Prêmio da Austrália de 2011, marcou o primeiro ponto na Bélgica e subiu ao pódio ao vencer o Grande Prêmio da Espanha de 2012.

## Vitórias venezuelanas por ano
Em contagem atualizada até 2024, a Venezuela está há doze anos sem vencer na Fórmula 1, perfazendo 262 corridas.
- Ano de 2012

| Grande Prêmio | Circuito  | Data da corrida | Vencedor         | Carro    | Motor   | Referências |
| ------------- | --------- | --------------- | ---------------- | -------- | ------- | ----------- |
| Espanha       | Barcelona | 13 de maio      | Pastor Maldonado | Williams | Renault | [ 4 ]       |